# Tantalový kondenzátor

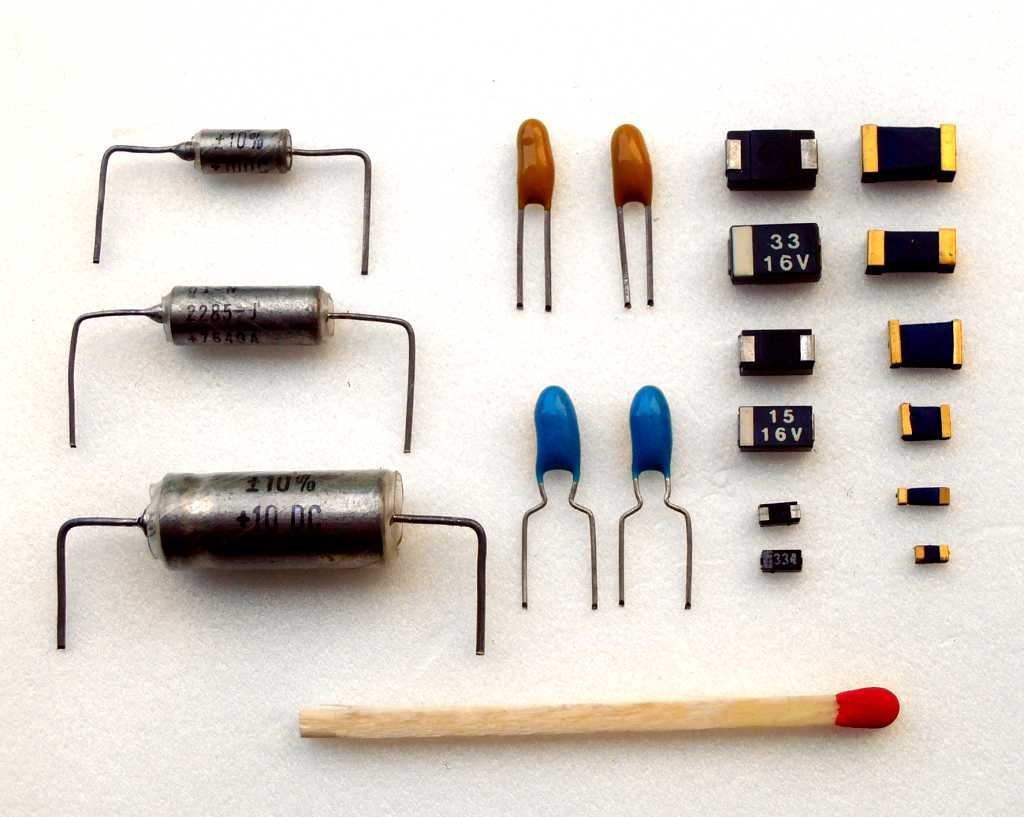
Tantalové kondenzátory v různých provedeních: axiální, radiální a SMD-chip verze (porovnání velikosti se zápalkou)

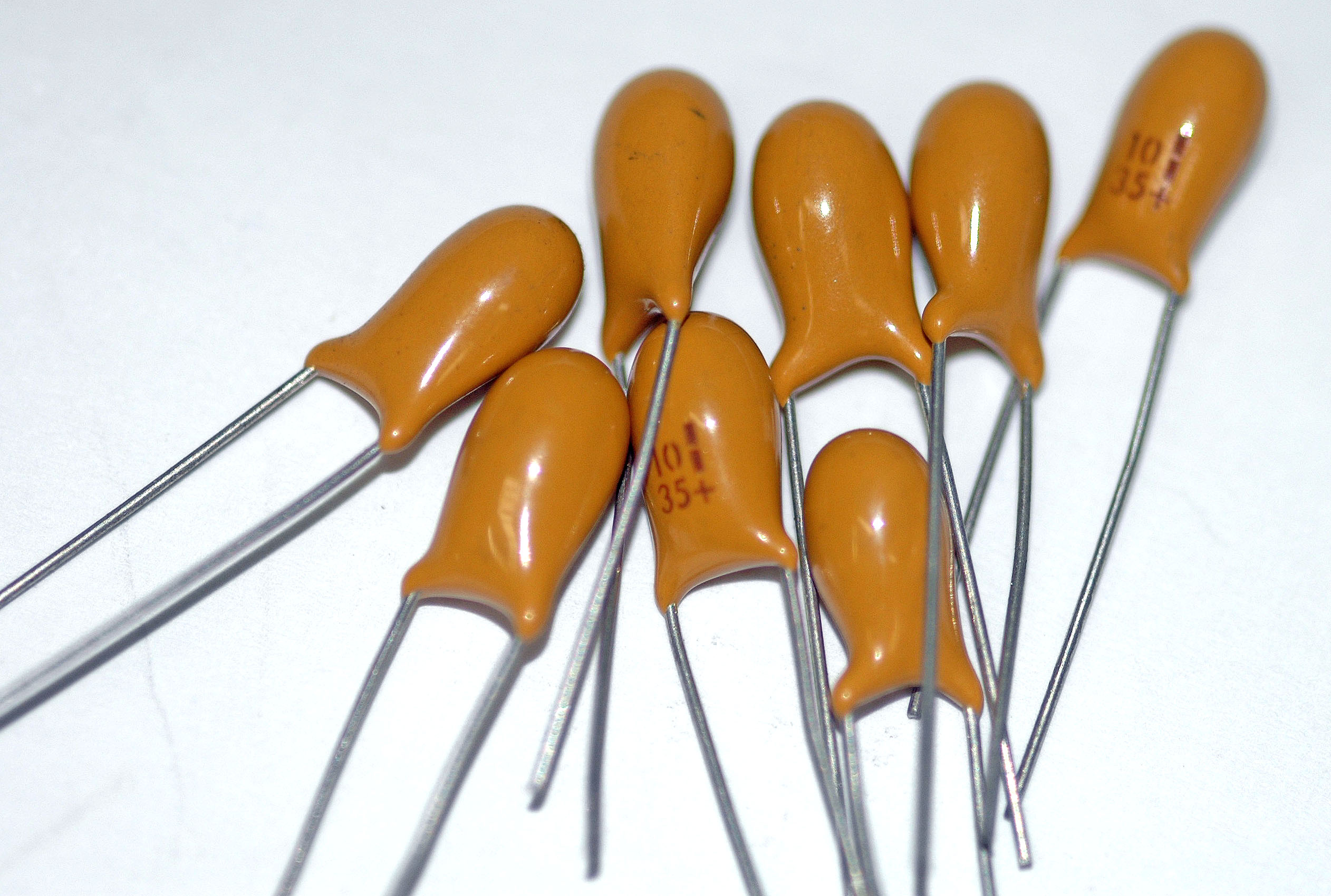
10 µF 30 VDC tantalové kondenzátory, s pevným elektrolem máčené v epoxidu.

Tantalový elektrolytický kondenzátor je elektrolytický kondenzátor, pasivní součást elektronických obvodů. Skládá se z tantalové pelety coby anody, která je obalena tenkou izolační vrstvou jeho oxidu. Ten tvoří dielektrikum a je obklopen kapalným či pevným elektrolytem coby katodou. Protože vrstva oxidu je velmi tenká a zároveň s relativně vysokou permitivitou dielektrické vrstvy, tantalové kondenzátory odlišuje od jiných zejména vysoká kapacita na jednotku objemu (vysoká objemová účinnost) a nižší hmotnost.
Tantal je konfliktní surovina. Tantalové elektrolytické kondenzátory jsou podstatně dražší než srovnatelné hliníkové elektrolytické kondenzátory.
Tantalové kondenzátory jsou ze své podstaty polarizované komponenty. Závěrné (opačné) napětí je může zcela zničit. Non-polární nebo bipolární tantalové kondenzátory jsou vyrobeny účinným spojením dvou polarizovaných kondenzátorů do série, s anodami orientovanými v opačných směrech.

## Základní informace

### Základní princip

Základní princip anodické oxidace: na anodu ponořenou v elektrolytu působí napětí stálého zdroje a tak ji pokrývá vrstvou jejího oxidu.

Elektrolytické kondenzátory využívají zvláštních chemických vlastností některých kovů (historicky v angličtině zvané "valve metals"), které mohou tvořit souvislé izolační vrstvy svých oxidů. Přivedením kladného napětí na tantalovou anodu v elektrolytické lázni pokryjeme tuto izolační vrstvou oxidu s tloušťkou úměrnou aplikovanému napětí. Tato vrstva oxidu slouží jako dielektrikum pro elektrolytický kondenzátor. Tabulka porovnání vlastností těchto zoxidovaných anod tantalových a niobových:
| Materiál anody       | Dielektrikum           | Relativní permitivita | Struktura oxidu | Průrazné napětí (V/µm) | Tloušťka dielektrické vrstvy (nm/V) |
| -------------------- | ---------------------- | --------------------- | --------------- | ---------------------- | ----------------------------------- |
| Tantal               | Oxid tantaličný, Ta2O5 | 27                    | Amorfní         | 625                    | 1.6                                 |
| Niob nebo oxid niobu | Oxid niobičný, Nb2O5   | 41                    | Amorfní         | 400                    | 2.5                                 |

Poté, co se vytvoří dielektrikum oxidací hrubé anodové struktury tantalu, je třeba vytvořit katodu. U elektrolytických kondenzátoru tuto roli hraje elektrolyt. V praxi existuje mnoho různých druhů elektrolytu. Obecně ale platí, že elektrolyty lze rozlišit do dvou kategorií, pevné a "nepevné" elektrolyty. Nepevným elektrolytem bývá obyčejně tekuté médium, jehož vodivost je iontová. Pevné elektrolyty mají elektronovou vodivost a tím jsou i citlivější vůči náhlému přepětí nebo proudovým rázům.[zdroj?]
Vrstva oxidu může také být zničena, pokud zaměníme polaritu použitého napětí.

Dielektrický materiál je umístěn mezi dvě vodivé desky (elektrody), každé o ploše S a v tloušťce d.